# 工藤晴香
工藤 晴香（1989年3月16日—）是日本的女性聲優、模特兒及藝能人，原先所屬於Sigma Seven e。

## 人物
她的代表作為《蜂蜜幸運草》（花本育）及動畫版《死亡筆記本》（夜神粧裕）等等。
另外，她曾擔任青年時尚雜誌《Seventeen》的專屬模特兒直到2007年5月為止。
2017年5月1日，在官方部落格宣布轉換公司到Ace Crew Entertainment inc.。

## 聲音演出
粗字體為主要聲演角色

### 電視動畫
2005年
- 到另一個你的身邊去（上乃木遙）
- 蜂蜜幸運草（花本育）

2006年
- 蜂蜜幸運草II（花本育）
- 死亡筆記本（夜神粧裕）

2007年
- 交響情人夢（普莉語呂太）
- 交響情人夢（真人電視劇）（普莉語呂太）
- 麵包超人（Poppo-chan）

2008年
- RD 潛腦調查室（朋友化身）

2011年
- 好想告诉你（西川侑子、女学生）
- 寶石寵物 Sunshine（富嘉艾迪）
- SKET DANCE（抹茶あずきーな、久美子、艾米）
- 世界第一初恋（助手）
- 世界第一初恋2（助手）
- 決鬥大師（Peace Rupiah）

2012年
- 獵人（彭絲）
- 來自新世界（伊東守（12歲））
- 戰國Collection（平賀源內）
- 麵包超人（赤エンピツマン、フーちゃん）
- 只要妳說妳愛我（女生）

2013年
- 來自風平浪靜的明日（山咲麻奈）
- Little Busters! ～Refrain～（小孩A）
- 我不受歡迎，怎麼想都是你們的錯！（女生）

2014年
- Captain Earth（剎那）
- 即使如此世界依然美麗（幼年里維斯）
- 寄生獸 生命的準則（女性上班族、女子大學生）
- 麵包超人（貓美）
- 卡片鬥爭!! 先導者G（下级生、少年A、绮场圣苑(幼年)）

2015年
- 卡片鬥爭!! 先導者G（女子中學生、小孩A、紫苑〈幼少期〉）
- 卡片鬥爭!! 先導者G 齒輪危機篇（弓月露娜、紫苑〈幼少期〉）
- うさぎのモフィ（索拉）
- 寄生獸 生命的準則（女子大學生）
- 蠟筆小新（美女B）

2016年
- 虹色時光（參拜客、電視主持）
- 卡片鬥爭!! 先導者G 超越之門篇（弓月露娜）
- 文豪Stray Dogs 第2期 （夢野久作）

2017年
- BanG Dream!（冰川紗夜）

2018年
- BanG Dream! Girls Band Party!☆PICO（冰川紗夜）

2019年
- BanG Dream! 2nd Season（冰川紗夜[1]）

2020年
- BanG Dream! 3rd Season（冰川紗夜）

### 遊戲
2006年
- 世界傳奇 閃耀神話（卡儂諾）

2008年
- 遊戲版 空中殺手（織科真海）

2011年
- 世界傳奇 閃耀神話3（卡儂諾）

2017年
- BanG Dream! Girls Band Party!（冰川紗夜[2]）

2018年
- 少女☆歌劇Revue Starlight -Re Live-（鶴姬八千代）

### 其他
- 長野朝日放送 - りんご丸

## 音樂
Roselia活動相關詳細請移至Roselia

### 單曲
| 枚  | 販售日       | 標題          | 規格產品編號 | 規格產品編號 | Oricon週榜最高位 |
| 枚  | 販售日       | 標題          | 初回限定盤   | 通常盤       | Oricon週榜最高位 |
| --- | ------------ | ------------- | ------------ | ------------ | ---------------- |
| 1st | 2021年7月7日 | Under the Sun | CRCP-10464   | CRCP-10465   | 20位             |

### 專輯
| 枚  | 販售日        | 標題        | 規格產品編號     | 規格產品編號     | 規格產品編號 | Oricon週榜最高位 |
| 枚  | 販售日        | 標題        | 限定盤（TYPE-A） | 限定盤（TYPE-B） | 通常盤       | Oricon週榜最高位 |
| --- | ------------- | ----------- | ---------------- | ---------------- | ------------ | ---------------- |
| 1st | 2020年3月25日 | ＫＤＨＲ    | CRCP-40600       | CRCP-40601       | CRCP-40602   | 14位             |
| 2nd | 2020年10月7日 | POWER CHORD | CRCP-40608       | CRCP-40609       | CRCP-40610   | 13位             |

#### 錄音室專輯
| 枚  | 販售日        | 標題     | 規格產品編號 | 規格產品編號 | Oricon週榜最高位 |
| 枚  | 販售日        | 標題     | 初回限定盤   | 通常盤       | Oricon週榜最高位 |
| --- | ------------- | -------- | ------------ | ------------ | ---------------- |
| 1st | 2022年3月30日 | 流星列車 | CRCP-40640   | CRCP-40641   |                  |

#### 其他專輯
|          | 販售日        | 標題     | 規格產品編號 | Oricon週榜最高位 |
| -------- | ------------- | -------- | ------------ | ---------------- |
| 混音專輯 | 2022年1月26日 | KDHRemix | CRCP-40634   | 80位             |

## 外部連結
- 經紀公司官網介紹 （页面存档备份，存于）
- 官方部落格 （页面存档备份，存于） - HARUKA910
- 官方推特 （页面存档备份，存于） -  工藤晴香
- 工藤晴香的新浪微博